# Никольская Пестровка
Никольская Пестровка — село в Иссинском районе Пензенской области. Входит в состав Знаменско-Пестровского сельсовета.

## География
Расположено на берегу реки Пелетьмы в 4 км на северо-восток от центра сельсовета села Знаменская Пестровка и в 30 км на восток от райцентра посёлка Исса.

## История
Основано в конце XVII в. братьями Пестрово (Пестрыми) стольниками Калистратом, Карпом и Максимом Богдановичами. С 1780 г. село входило в Инсарский уезд Пензенской губернии. В 1782 г. села Никольское-Пестровка и Знаменское-Пестровка показаны в одной меже владений помещиков Василия Ивановича Левашова, Василия Ивановича Бабарыкина, Дмитрия Александровича Бахметева, Павла Платоновича Растригина, в обеих селах – 289 дворов, всей дачи – 6892 десятины, в том числе усадебной земли – 372, пашни – 4995, сенных покосов – 884, леса – 825; Никольское располагалось по обеим сторонам р. Пелетьмы и ее двух отвершков и на правой стороне безымянного. Церковь Преображения Господня с приделом Николая Чудотворца, каменная; господский дом деревянный, при нем плодовый сад. На р. Пелетьме при селах три мучные мельницы, каждая о двух поставах. «Земля – чернозем с песком, а на высоких местах – глинистая, урожай хлеба и травы средствен. Лес строевой, дубовый, березовый, липовый, между коим и дровяной. Крестьяне на оброке и на пашне». С 1860-х гг. – центр Никольско-Пёстровской волости. В 1911 г. в составе Бутурлинской волости Инсарского уезда, 2 общины, 210 дворов, имение Озерова, церковь, при ней школа, 11 ветряных мельниц, шерсточесалка, кузница. В период отмены крепостного права показано вместе с селом Покровским за Екатериной Ивановной Философовой, у нее в обоих селах 329 ревизских душ крестьян, 36 р.д. дворовых людей, 120 тягол (барщина), у крестьянской общины 107 дворов на 20 дес. усадебной земли, 630 пашни, 15 дес. сенокоса, у помещицы 567 дес. удобной земли, в том числе леса и кустарника 15 дес., сверх того неудобной 10 дес. В 1785 г. за помещиком Василием Ивановичем Левашовым в селе 635 ревизских душ. В 1752 г. построена каменная церковь во имя Преображения Господня. В 1894 г. имелась школа грамоты.
С 1928 года село входило в состав Знаменско-Пестровского сельсовета Иссинского района Пензенского округа Средне-Волжской области (с 1939 года — в составе Пензенской области). В 1939 г. – центральная усадьба колхоза «Верный путь» (организован в 1931 г.), в этом колхозе 122 двора, 570 колхозников. В 1955 г. – бригада колхоза имени Ленина.

## Население
| 1785  | 1864  | 1877  | 1897  | 1911  | 1926  | 1930  |
| ----- | ----- | ----- | ----- | ----- | ----- | ----- |
| 1270  | ↘1153 | ↘1121 | ↗1164 | ↗1390 | ↗1677 | ↘1620 |
| 1959  | 1979  | 1989  | 1996  | 2002  | 2010  |       |
| ↘1124 | ↘364  | ↘269  | ↘206  | ↘152  | ↘112  |       |

## Достопримечательности
В селе расположена действующая Церковь Спаса Преображения (1752).